# Achille Rossi
Achille Rossi (Città di Castello, 27 ottobre 1940) è un presbitero, filosofo e educatore italiano.
È laureato in filosofia, licenziato in teologia e diplomato in scienze religiose. Anima da oltre quarant'anni l'esperienza educativa del Doposcuola di Riosecco  (Città di Castello - PG). È inoltre responsabile della casa editrice l'altrapagina e redattore dell'omonima rivista mensile  di Città di Castello (della quale cura regolarmente il dossier tematico a sfondo politico, economico e culturale). Autore di vari testi, tra cui Pluralismo e armonia, Insieme, Il mito del mercato, L'Altro come esperienza di rivelazione. Intervista a Raimon Panikkar.

## Biografia
Achille Rossi è il principale esperto in Italia del pensiero del filosofo francese Maurice Bellet nonché uno dei maggiori esperti del pensiero di Raimon Panikkar. Di entrambi ha contribuito a tradurre in italiano numerose opere. Ha curato, per conto de l'altrapagina, tutte le edizioni dell'omonimo Convegno nazionale di studi organizzate dal 1986 a oggi.
Tiene conferenze in tutta Italia in ambito filosofico, teologico, economico ed educativo. Ha trattato, tra gli altri, i temi della decrescita, dello sviluppo sostenibile, della condizione dell'uomo nella società di mercato, del dialogo interreligioso e dell'emergenza educativa.
Ordinato prete il 17 novembre 1963, attualmente è parroco di Santa Maria e San Giuliano a Riosecco, popoloso quartiere alla periferia nord di Città di Castello. Nel 1971 ha fondato il Doposcuola di Riosecco, singolare "esperimento educativo" rivolto ai ragazzi delle scuole medie inferiori e superiori. Su questa esperienza decennale e sull'idea di educazione alla sua base, Alessia Bartolini ha scritto nel 2007 il libro Nel cerchio delle relazioni.
Nel 2002 ha ricevuto il Premio Nazionale Nonviolenza.
Il 5 maggio 2015 ha subito la perdita di una persona molto importante per lui ma anche per tutto il resto della sua famiglia, il fratello Enzo Rossi

### Convegni
Alcuni dei personaggi che hanno partecipato alle ventisette edizioni del Convegno nazionale di studi l'altrapagina tenutesi dal 1986 al 2013:
- Raimon Panikkar
- Ernesto Balducci
- Aldo N. Terrin
- Fabrizio Battistelli
- Germán Ancochea Soto
- Javier Iguiñiz Echeverria
- Khaled Fouad Allam
- Bruno Amoroso
- Riccardo Petrella
- Enrique Dussel
- Enrico Chiavacci
- Susan George
- Antonio Papisca
- Massimo Micarelli
- Rodrigo A. Rivas
- Gianni Mattioli
- Alberto Benzoni
- Gilberto Bonalumi
- Fabio Mussi
- Maurice Bellet
- Massimo Cacciari
- Carlo Molari
- Eduardo Mackenzie
- Rutilio Sanchez
- Carlo Prandi
- Pietro Barcellona
- Giannino Piana
- Luigi Cortesi
- Antonino Drago
- Giulietto Chiesa
- Ivan Illich
- Raniero La Valle
- Alex Zanotelli
- Marco Lodoli
- Arrigo Chieregatti
- Giulio Giorello
- Marcello Cini
- Giuseppe Sermonti
- Carlo Brutti
- Roberto Mancini
- Sergio Moravia
- Gianni Tognoni
- Elio Rossi
- Jean Léonard Touadi
- Serge Latouche